# Estiba
L' estiba  és la tècnica de col·locar la càrrega a bord d'un vaixell per ser transportada amb un màxim de seguretat per al propi vaixell i la seva tripulació, ocupant el mínim espai possible, evitant avaries i reduint al mínim els retards en el port de descàrrega. Els objectius de tota bona estiba són els següents:

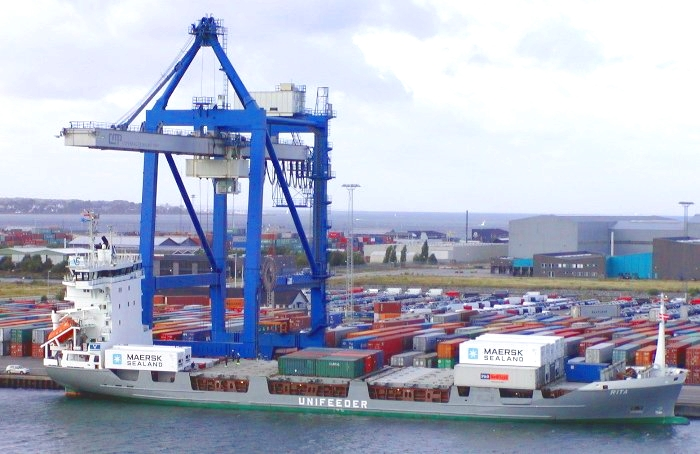
Vaixell portacontenidors carregant a Copenhaguen.

- Protegir el vaixell i la seva tripulació de danys i avaries.
- Aprofitar al màxim el volum del vaixell per poder carregar el màxim de càrrega.
- Protegir la càrrega de danys o avaries.
- Fer l'estiba de manera que les operacions portuàries siguin el més ràpides possibles.
- Programar l'estiba de manera que la càrrega estigui col·locada per ordre de la rotació del viatge i pugui ser descarregada sense retards ni riscos.

Per tant, cal considerar dos elements bàsics:
- La seguretat
- L'economia

## Seguretat[calcitació]
En parlar de la seguretat, hem de considerar tres aspectes:
- Seguretat del vaixell
- Integritat de les mercaderies
- Seguretat de la tripulació i estibadors

### Seguretat del vaixell

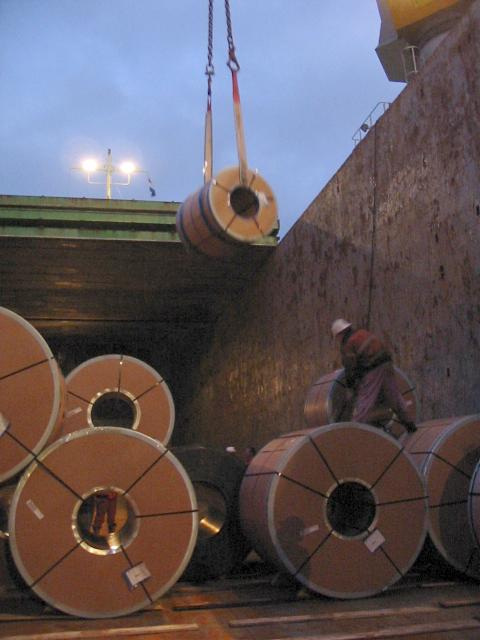
Estiba de bobines d'acer.

La seguretat del vaixell està molt lligada a la distribució de la càrrega i haurem d'atendre als següents criteris:

#### Estabilitat del vaixell
- Estabilitat transversal. En carregar el vaixell, el primer que hem de tenir en compte és l'estabilitat i seguretat, que bàsicament se centra a tenir una alçada metacèntrica no només positiva, sinó adequada al tipus de vaixell. Una excessiva alçada metacèntrica (molts pesos baixos i pocs alts) provocarà que el vaixell doni balanços molt ràpids i violents, que poden danyar l'estiba i causar accidents. Mentre que una altura metacèntrica petita farà que el vaixell balancegi molt lentament i que li costi recuperar la verticalitat. Aquesta situació es dona sobretot en vaixells de passatge (per evitar marejos i cops) i es diu que és un vaixell dormilega, mentre que una alçada metacèntrica igual a zero (estabilitat indiferent) farà que si sotmetem al vaixell a una força de sentit transversal i adquireix una escora, el vaixell no es recuperarà i quedarà amb aquesta inclinació.
- Estabilitat longitudinal. L'estudi de l'estabilitat longitudinal no és tan important, ja que els vaixells són  "més llargs que amples"  i són estables longitudinalment per construcció, però si posem massa pesos a la proa, el vaixell en donar un capcineig podria  colar-se per ull  (ficar la proa a la mar i enfonsar-se), però aquesta és una situació molt extrema i per evitar-la no cal fer càlculs específics.

#### Escora
El vaixell s'ha de carregar de manera que surti del port sense escora. Abans de començar la càrrega és convenient tenir plens els tancs de llast, perquè no sempre es comencen a carregar pesos baixos i a mesura que es va carregant el vaixell es podrà anar desllastant. Aquests tancs permeten adreçar el buc en finalitzar la càrrega, sempre que la càrrega realitzada no arribi a la màxima càrrega possible. En les càrregues de mercaderies seques a granel operen a l'inrevés, portant els tancs desllastrats, perquè la càrrega anirà directament al pla del celler.

#### Calats
Cal planejar la càrrega del vaixell de manera que el vaixell quedi amb uns calats apropiats, no només perquè el vaixell tingui una òptima maniobrabilitat (generalment els vaixells naveguen millor lleugerament submergits en popa), sinó tenint en compte altres factors com són:
- No sobrepassar la línia de màxima càrrega permesa segons la zona per la qual es vagi a navegar.
- Tenir en compte si hi ha restriccions de calat en el port d'arribada. Per aquest motiu es podrà carregar la nau per sobre d'aquests calats, tenint en compte el pes de l'aigua i combustible que es consumirà fins a l'arribada.
- Tenir en compte la densitat de l'aigua dels ports de sortida i arribada, ja que en aigua salada (γ = 1,025 T/m3), es cala menys que en aigua dolça (γ = 1,000 t/m3).
- Esforços . La càrrega ha d'estar repartida de la forma més uniforme possible, de manera que no es produeixin esforços descompensats al llarg de l'estructura del vaixell. En un vaixell trobarem esforços que afecten a tota la seva estructura, sent el més important l'esforç longitudinal. Si els caps del vaixell (extrems de popa i proa) s'eleven sobre el centre es produeix un arrufament i en el cas contrari, que el centre longitudinal s'elevi per sobre dels caps, es produeix un trencament.

### Integritat de les mercaderies
La qüestió de la integritat de les mercaderies ha de ser estudiada des de diferents punts de vista, ja que hi entren en joc múltiples factors, que actuen de diversa forma segons el tipus de mercaderies que es considerin.
Els factors que exerceixen influència en la integritat de les mercaderies es poden classificar en les següents categories:
- Factors agressius. Són factors externs o interns a les mercaderies que actuen de forma activa i agressiva sobre les mateixes, com humitat de l'aire, temperatura de l'aire, acció bioquímica o química, forces mecàniques, etc.
- Factors Oposats. Són factors que oposen resistència a l'acció agressiva del medi ambient i les condicions del transport com la manipulació, l'embalatge, envasats, etcètera.
- Factors profilàctics. Són factors que faciliten els estibadors i dotació del vaixell per assegurar aquesta integritat de la mercaderia, com són la preparació dels cellers, ventilació, segregació i trincatge de la càrrega, etcètera.

Per tant, a l'hora de considerar la integritat de les mercaderies, hem de tenir en compte els següents conceptes:
- Embalatge
- Utillatge
- Naturalesa de les mercaderies

### Integritat de la tripulació i estibadors
El planejament d'una correcta estiba de la càrrega ha d'assegurar la seva correcta manipulació, alhora que assegura la integritat física de les persones que intervindran en aquest procés, ja siguin estibadors, portuaris o dotació del vaixell.
Per això a l'hora d'efectuar aquesta planificació, s'han de tenir en compte els següents elements:
- Circulació . En estibar la càrrega s'ha de tenir en compte la circulació de les persones per la coberta i a l'interior del celler.
- Accés . Els accessos al celler, entrecoberta si la mercaderia estibada ha d'estar garantida amb seguretat. Aquests accessos han d'estar planificats no solament per poder realitzar un adequat trincatge de la càrrega, sinó que en el moment de la descàrrega les diferents partides siguin accessibles de la forma més còmoda possible i que la seva manipulació sigui la correcta.
- Mercaderies perilloses . Les matèries perilloses han d'estar indicades de la forma més clara possible per assegurar que es manipularan adequadament.

## Economia[calcitació]
L'economia en l'estiba s'aconsegueix tenint en compte els següents factors:
- Coneixement dels espais de càrrega del vaixell. És primordial que l'oficial tingui un perfecte coneixement dels espais de càrrega de què disposa. No només de la seva capacitat de càrrega obtinguda dels plànols, sinó de totes les mesures i la situació dels elements que hi ha al seu interior (escales d'accés, sistema de canonades, llocs de maniobra d'entrecobertes, etc.), Així com de les possibilitats que té per estibar diferents tipus de càrrega, per exemple, la possibilitat de carregar contenidors (si es disposa de pocetes els  twistlocks , punts d'amarratge, etc.). Altres elements que ha de conèixer a la perfecció és el sistema d'escotilles, les possibilitats que ofereixen i els espais de càrrega als quals poden accedir els mitjans de càrrega i descàrrega del vaixell amb seguretat.
- Planificació de la càrrega. Abans de començar a carregar cal preparar el pla d'estiba, on es planteja com es realitzarà, tenint en compte els ports de càrrega i descàrrega d'aquesta, el tipus de mercaderia, el pes, les propietats fisicoquímiques, l'embalatge, la pèrdua d'estiba, etc. No obstant això, moltes vegades el vaixell no sortirà carregat com s'havia planejat, ja que sovint les llistes de càrrega augmenten a última hora, o apareix una partida gran per a l'últim port de descàrrega quan ja estan tots els plans del celler plens, i s'haurà de negociar amb el carregador si aquesta càrrega es col·loca sobre una altra que haurà de ser descarregada abans, amb la consegüent remoció, lògicament al seu càrrec.
- Preparació del celler. Abans d'iniciar la càrrega cal preparar el celler per a aquesta operació, tenint en compte fonamentalment la càrrega que es transportarà i la que ha estat transportada amb anterioritat. Això obliga a tenir preparats una sèrie d'elements d'estiba (fusta d'estiba, separadors, marques), i realitzar una sèrie d'operacions en els cellers (escombratge, neteja, assecat, ventilació, desinfecció, etc.).
- Altres factors que s'han de tenir en compte són:
  - Evitar els empatxos.
  - Tenir en compte l'accés a les diverses partides i la seva manipulació.

## Estiba medieval a Catalunya
Els vaixells mercants catalans havien de complir algunes normes a l'hora d'estibar les mercaderies.

### Seguretat

#### Ordinacions de Barcelona, per Jaume I (1258)
- Transcripció d'Antoni de Capmany

V. Item : Ordinamus quòd aliqua barcha de viagio non carriget, nec mittat aliquas merces de vivo en sus, & si carricabit de mercibus de penso non audeat carricare nisi quousque ad mediam tabulam de contoval & quòd dominus ipsius barchae ducat ipsam barcham amarinatam & apparatum, sicut erit comprehensum inter ipsum dominum & mercatores de quibus erunt ipsae merces; & si dicti mercatores timebunt se pignorari in aliquo loco, dominus ipsius barchae non intret neque se divertat cum dicta barcha in dicto loco suspecto pignorandi sine voluntate dictorum mercatorum. Praeterea unaquaeque barcha teneatur defferre duas ballistas cum suis apparamentis, & centum tractas & duos clypeos ; & quilibet marinarius teneatur defferre unam lanceam, & unum ensem, vel penatum. Et si praedicti domini barcharum praedicta infringerint, sustineant poenam decem solidorum.
- Traducció al castellà d'Antoni de Capmany

Mandamos: que ninguna barca de viage cargue ni meta mercaderías algunas más arriba del vivo: y si cargare géneros de peso, no pueda cargar sino hasta la tabla media de cantoval y que su patrón lleve el buque marinado y aparejado, conforme á lo convenido entre él y los mercaderes cuyos fueren los generos. Y si dichos mercaderes temiesen embargo en algun lugar, el patron de la barca no entrará alli; ni se entretendrá con ella en el referido parage sospechoso de embargo, sin voluntad de dichos mercaderes. Además, cada barca deberá llevar dos ballestas con sus aparejos, cien dardos,y dos paveses, y cada marinero una lanza y una espada ó sable. Y si los dichos patrones de barcas quebrantaren
las referidas cosas, sufrirán la multa de diez sueldos.

### Integritat de les mercaderies
Segons el Llibre del Consolat de Mar, capítol 74, una de les maneres d'estibar les mercaderies és “a trau”. El patró de nau ha de posar estibadors competents que els mercaders hauran de pagar.
Aparentment Antoni de Capmany de Montpalau i de Surís va interpretar malament aquest procediment. Auguste Jal va indicar que els traus eren una mena de plataformes que mantenien la càrrega separada de la coberta de bodega, impedint que una quantitat moderada d'aigua amarés les mercaderies. En altres parts del Consolat es parla de "estiba en verd".